# Relíquias de Shariputra e Mahamoggallana

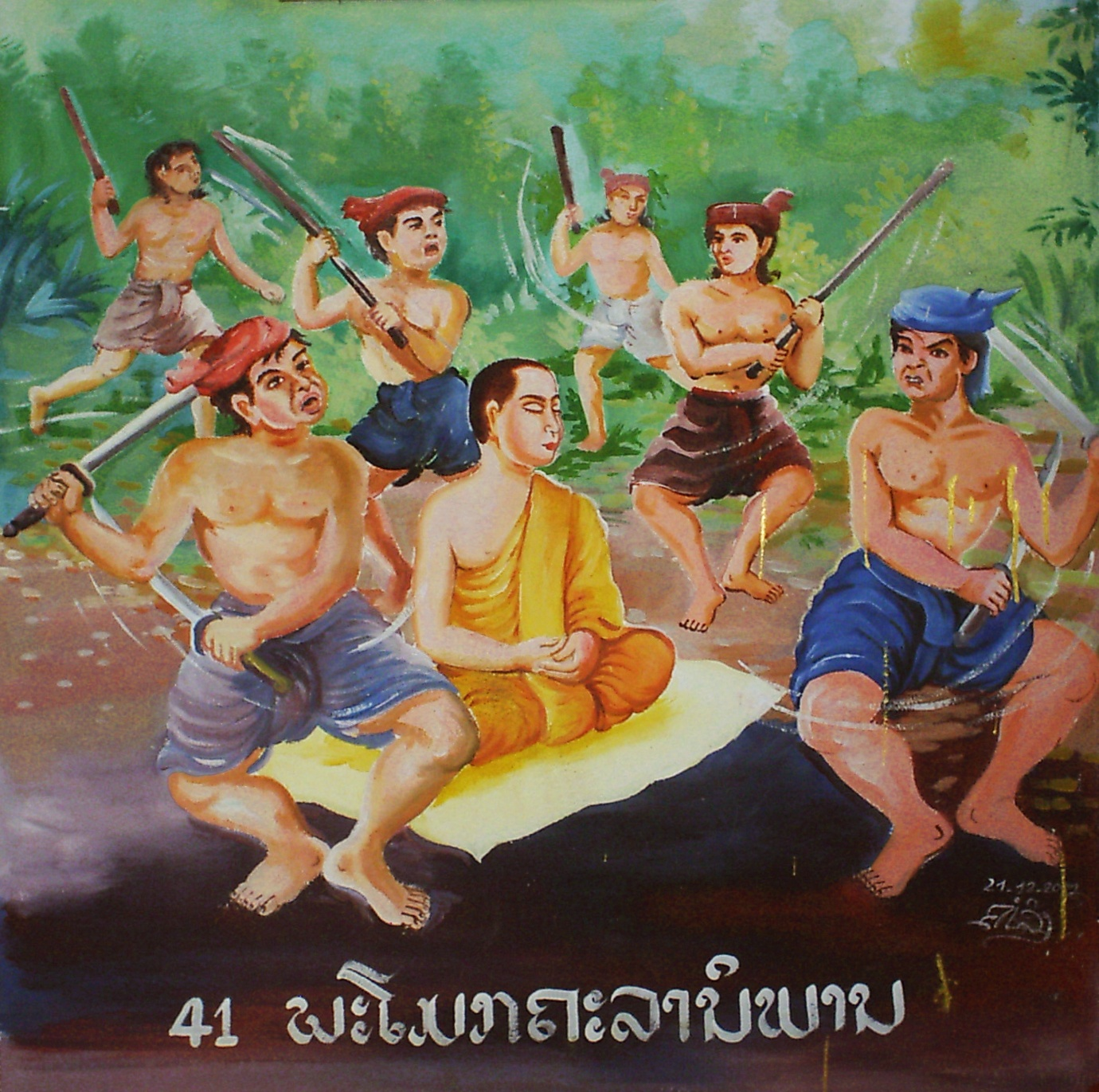
Ilustração da morte de Mahamoggallana

Sariputra e Mahamoggallana foram os dois principais discípulos de Gautama Buddha,.